# Symplocos neblinae
Symplocos neblinae är en tvåhjärtbladig växtart som beskrevs av B. Maguire och J.A. Steyermark. Symplocos neblinae ingår i släktet Symplocos och familjen Symplocaceae. Inga underarter finns listade i Catalogue of Life.